# Bert Hodge Hill
Bert Hodge Hill (7 de marzo de 1874-2 de diciembre de 1958) fue un arqueólogo estadounidense y director de la Escuela Estadounidense de Estudios Clásicos en Atenas desde 1906 hasta 1926.

## Biografía
Bert Hodge Hill nació el 7 de marzo de 1874 en Bristol , Vermont de Carrie Emily Hodge y Alson Collins Hill. Recibió su AB de la Universidad de Vermont en 1895. Fue director de la Newport Academy en Newport, Vermont desde 1895-1895. Obtuvo su maestría en la Universidad de Columbia en 1900.
Asistió a la Escuela Americana de Estudios Clásicos en Atenas (ASCSA) en 1901, como Driser Fellow de la Universidad de Columbia. Continuó en la escuela como miembro del Instituto Arqueológico de América durante dos años (1902-1903). Regresó a los Estados Unidos, donde fue conservador asistente de antigüedades clásicas en el Museo de Bellas Artes y profesor de escultura griega en Wellesley College. 
Luego regresó a ASCSA y se desempeñó como director de la escuela durante los siguientes veinte años, de 1906 a 1926.  Como director, supervisó las Excavaciones de Corinto, donde su enfoque fueron los manantiales de Peirene , Glauke y la Fuente Sagrada. También participó en el estudio de los monumentos de la Acrópolis ateniense, concretamente el Erecteión y el Partenón.
Hill fue director de la Expedición Arqueológica de la Universidad de Pensilvania en Chipre en las excavaciones de Lapithos y Kourion en 1932 y de 1934 a 1952. Fue profesor Charles Eliot Norton del Instituto Arqueológico de América de 1936 a 1937. 
Tenía un interés académico en la arquitectura, la escultura y la topografía, y estuvo involucrado en la investigación de la epigrafía.
Hill se casó con la arqueóloga Ida Carleton Thallon en 1924, y los dos se mudaron juntos a Atenas con la pareja de Thallon, Elizabeth Pierce Blegen y su nuevo esposo Carl Blegen (por quien Hill parece haber tenido sentimientos románticos no correspondidos). Se refirieron a este arreglo, mediante el cual Thallon Hill y Pierce Blegen pudieron continuar su relación anterior, habiendo especificado que aún viajarían juntos y pasarían tiempo solos y con sus maridos, como 'la familia', 'el cuarteto'. , o 'el Pro Par' (Asociación Profesional). En 1929, la familia se mudó a una nueva casa en 9 Ploutarchou Street, y su casa se convirtió en un lugar de encuentro popular para arqueólogos, estudiantes de todas las escuelas extranjeras, diplomáticos, exalumnas de Vassar, académicos griegos, académicos Fulbright y el personal de la embajada estadounidense. 
Durante la Segunda Guerra Mundial, Hill permaneció en Atenas para cuidar la casa en la calle Ploutarchou, mientras que Ida Hill se mudó a los Estados Unidos con los Blegen durante la guerra. Se ofreció como voluntario con la Cruz Roja en Grecia durante la Primera y Segunda Guerra Mundial y sirvió en la Comisión de Asentamiento de Refugiados de Grecia en la década de 1920. 
Ida Hill murió en el mar en un viaje de regreso a Atenas en 1954, con Elizabeth Blegen a su lado. Hill murió en 1958 en Atenas. Elizabeth Blegen murió en 1966. Carl Blegen murió en 1971. Los cuatro arqueólogos y amigos están enterrados uno al lado del otro en el Primer Cementerio de Atenas.